# Каракозян-Гусейнова, Араксия Айказовна
Араксия Айказовна Каракозян-Гусейнова (в девичестве — Каракозян, азерб. Araksiya Haykazovna Qaragözyan-Hüseynova, арм. Արաքսիա Հայկազի Ղարագյոզյան-Հուսեյնովա; род. 1 мая 1928, Гянджинский уезд) — советский азербайджанский виноградарь, Герой Социалистического Труда (1949).

## Биография
Родилась 1 мая 1928 года в селе Бараун Гянджинского уезда Азербайджанской ССР (ныне не существует, территория Шамкирского района).
С 1946 года звеньевая виноградарского совхоза имени Азизбекова Шамхорского района, с 1954 года хлопкороб колхоза имени Азизбекова Сальянского района. В 1948 году получила урожай винограда 162,2 центнеров с гектара на площади 3 гектара.
Указом Президиума Верховного Совета СССР от 5 октября 1949 года за получение высоких урожаев винограда в 1948 году Каракозян Араксии Айказовне присвоено звание Героя Социалистического Труда с вручением ордена Ленина и золотой медали «Серп и Молот».